# Bart Griemink
Bart Griemink (Oss, 29 maart 1972) is een Nederlands voormalig voetballer die als doelman speelde.
Griemink begon zijn loopbaan in 1990 bij FC Emmen en speelde aansluitend voor Willem II. Na een teruggang naar de amateurs van WKE in het seizoen 1994/95 maakte hij in Engeland carrière en besloot zijn loopbaan in 2008.